# کوسه‌گردی
کوسه‌گردی (در گویش‌های گوناگون با نام‌های «بهار جشن، کوسه درآوردن، کوسه کوسا، کوسه گلدی/گلدین/گلین» شناخته می‌شود) نوعی نمایش شاد و عامیانهٔ ایرانی بود که چوپانان از دهم بهمن اجرایش را آغاز می‌کردند.
در این نمایش، فردی با موها و ریشی بلند و ژولیده، در نقش کوسه، پوستینی وارونه می‌پوشید و سر رو رویش را با پوست بز یا گوسفندی که قلفتی کنده شده بود، می‌پوشاند. روی این پوست دو سوراخ به جای دهان می‌گذاشت. ریسمانی به کمر می‌بست، چماقی به دست می‌گرفت، چند زنگوله به خود می‌آویخت و مقداری پوش جارو به کمر و سر خود می‌گذاشت.